# Universidade Makerere
A Universidade de Makerere (Makerere University; Mak) é uma universidade pública do Uganda, localizada no bairro de Makerere, na cidade de Campala. É a maior, mais antiga e mais conceituada instituição de ensino superior do país.

## História

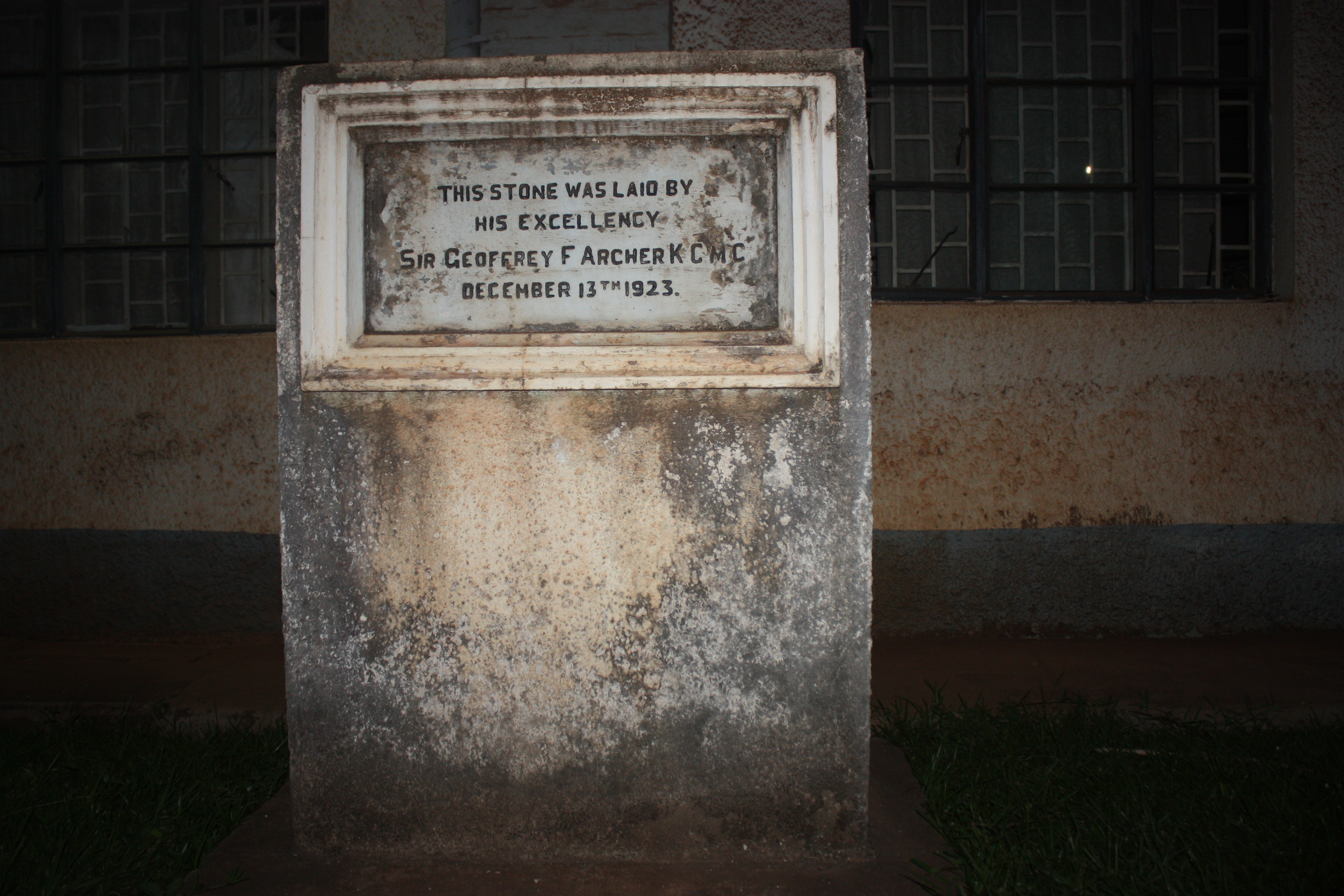
Pedra fundamental de fundação da Universidade de Makerere, instalada em 13 de dezembro de 1923

A escola profissional que se tornou a Universidade Makerere começou a operar em 1921 com as primeiras aulas de carpintaria, construção civil e mecânica. Em 1922, foi oficialmente fundada como instituição de ensino superior, recebendo o nome de Colégio Técnico de Uganda, com cursos adicionais em artes, educação, agricultura e medicina. No mesmo ano, foi novamente renomeada como Colégio Superior Makerere (Makerere College). Em 1928, as aulas vocacionais de carpintaria, construção civil e mecânica foram separadas do Colégio Superior e reunidas na Escola Técnica de Campala. Em 1937, o Colégio Superior Makerere começou a oferecer cursos de certificado de educação pós-secundária.
Em 1943, o governo do Protetorado Britânico de Uganda propôs converter o Colégio Superior Makerere em universidade, o que levou a uma luta controversa. Foi descrito como "uma conspiração para roubar solo africano para colonização europeia", pelo Partido Bataka. Em resposta a esta campanha, houve tumultos na capital Campala.
Em 1949, o Colégio Superior Makerere recebeu o estatuto de universidade e seu nome passou a ser "Colégio Superior Makerere, Universidade da África Oriental", tornando-se afiliada e oferecendo cursos de graduação da Universidade de Londres. No mesmo ano, o Partido Bataka foi banido pelo governo do Protetorado Britânico de Uganda, devido a atos de tumulto cometidos contra a tutela colonial da universidade.
Com a proclamação da independência do Uganda em 1962, Makerere juntou-se a outras duas instituições recentemente fundadas em Nairóbi e Dar es Salaam para formar a Universidade da África Oriental em 1963. O Colégio Superior Makerere da Universidade da África Oriental tornou-se um centro de excelência em medicina, artes liberais e ciências da terra. Somente em julho de 1970 a Mak tornou-se novamente plenamente independente, quando a Universidade da África Oriental dividiu-se em três universidades independentes: Universidade de Nairóbi (no Quênia), Universidade de Dar es Salaam (na Tanzânia) e Universidade de Makerere.
Makerere foi declarada "universidade nacional" em 1971, mas passou a sofrer um forte declínio a partir deste período pelo cerceamento da liberdade de cátedra e da repressão imposta pelo do governo Idi Amin e do ainda mais ditatorial segundo governo de Milton Obote. Quando Yoweri Museveni assumiu o poder em janeiro de 1986, convocou uma conferência de doadores estrangeiros, como as fundações Ford, Rockefeller e Carnegie, que passaram a financiar fortemente Makerere. Neste novo período, da década de 1980 a década de 2000, a universidade experimentou uma expansão física muito grande.

As residências estudantis do campus da Universidade Makerere, em Campala

A partir de 1 de agosto de 2016, o pessoal não docente entrou em greve exigindo salários atrasados. A greve durou três semanas e o governo concordou em pagá-los até o final de outubro; no entanto, o governo não fez o pagamento. Esta foi apenas mais uma promessa quebrada em um ciclo de promessas não pagas, greves e mais promessas. Essa greve foi seguida por uma greve dos professores por incentivos salariais não pagos, endossada pelos estudantes em solidariedade. Isso levou o presidente Yoweri Museveni a fechar a universidade "indefinidamente". Protestos adicionais, incluindo de pais cujos filhos foram prejudicados pelo fechamento arbitrário da instituição, levaram Museveni a nomear uma comissão especial para tentar solucionar o impasse, mas sem promessas de reabertura. A universidade foi reaberta em janeiro de 2017 e o relatório da comissão deveria ser entregue no final de fevereiro de 2017.
Em 20 de setembro de 2020, o edifício-sede da Universidade Makerere (Edifício Torre de Marfim) foi muito danificado por um incêndio, alegadamente na sequência de uma investigação do Parlamento do Uganda sobre má gestão financeira por parte das autoridades universitárias.
Em 2022, a universidade comemorou seu centenário desde sua fundação como Colégio Superior Makerere em 1922. A instituição recebeu terras adicionais para expansão física em uma doação por Martin Luther Nsibirwa, que foi primeiro-ministro do Reino de Buganda em 1945.

## Ex-alunos
Makerere foi a alma mater de muito líderes africanos, incluindo o ex-presidente de Uganda Milton Obote e o ex-presidente da Tanzânia, Julius Nyerere. O ex-presidente da Tanzânia Benjamin Mkapa, o ex-presidente da República Democrática do Congo Joseph Kabila e o o ex-presidente do Quênia Mwai Kibaki também são ex-alunos da Universidade Makerere.
Muitos escritores proeminentes, entre eles Gabriel Ruhumbika, Beatrice Lamwaka, Micere Githae Mugo, Ngũgĩ wa Thiong'o, Paul Theroux, Vidiadhar Naipaul e Gabriel Okara,  frequentaram a Mak em algum momento de suas carreiras como escritores e acadêmicos.